# José Sune-Miquel
José Sune-Miquel es un ex ciclista profesional español. Nació en Tarragona el 15 de octubre de 1962. Fue profesional entre 1987 y 1989 ininterrumpidamente.

## Palmarés
No obtuvo victorias en el campo profesional.

## Equipos
- Colchón CR (1987)
- Helios CR (1988)
- Puertas Mavisa (1989)